# Винент, Эктор
Эктор Винент Чарон (исп. Héctor Vinent Cháron, 25 июля 1972, Сантьяго-де-Куба) — кубинский боксёр полусредней весовой категории, выступал за сборную Кубы в 1990-е годы. Двукратный олимпийский чемпион, дважды чемпион мира, обладатель бронзовой медали Панамериканских игр, чемпион Игр Центральной Америки и Карибского бассейна, многократный победитель и призёр национального первенства.

## Биография
Эктор Винент родился 25 июля 1972 года в городе Сантьяго-де-Куба. Активно заниматься боксом начал в возрасте тринадцати лет, впервые заявил о себе на юниорском чемпионате мира 1989 года в Баямоне, когда выиграл в лёгком весе золотую медаль. В следующем сезоне повторил это достижение, но уже в полусредней весовой категории. Благодаря череде удачных выступлений удостоился права защищать честь страны на летних Олимпийских играх 1992 года в Барселоне, где победил всех своих соперников, в том числе предыдущего олимпийского чемпиона, титулованного немца Андреаса Цюлова. За олимпийским золотом в 1993 году последовали золотая медаль чемпионата мира в Тампере и золото Игр Центральной Америки и Карибского бассейна в Понсе.
В 1995 году Винент одержал победу на мировом первенстве в Берлине и получил бронзовую награду за участие в Панамериканских играх в Мар-дель-Плате. Будучи лидером сборной в своей весовой категории, в 1996 году отправился на Олимпиаду в Атланту, где повторил успех четырёхлетней давности, став двукратным олимпийским чемпионом (победил на турнире таких перспективных бойцов как Октай Уркал, Болат Ниязымбетов и Эдуард Захаров — в финале, полуфинале и четвертьфинале соответственно).
Тем не менее, после этих Олимпийских игр у Эктора Винента возникли серьёзные проблемы с кубинскими властями — его обвинили в дружбе с Хоэлем Касамайором, который принял решение стать профессионалом и сбежал в США. Из-за возможного риска спортсмену запретили выезжать не международные соревнования, и его славная серия побед фактически закончилась. В период 1992—1998 он неизменно удерживал титул чемпиона Кубы в полусреднем весе, был шестикратным чемпионом национального первенства, но после 1996 года уже не покидал пределы страны. Несмотря на полную изолированность, продолжал выходить на ринг вплоть до 2000 года, в последнее время выступал в первой средней весовой категории, однако вынужден был прекратить боксировать по причине отслоения сетчатки глаза. В настоящее время работает детским тренером в Гаване, готовит молодых боксёров в спортивном зале имени Рафаэля Трехо.
Эктор Винент считается одним из самых талантливых боксёров Кубы, он обладал хорошо сбалансированным стилем ведения боя, легко набирал очки, но при этом владел крепким нокаутирующим ударом и нередко завершал матчи досрочно. За свою любительскую карьеру Винент победил многих знаменитых боксёров, в том числе Нурхана Сулейманоглу, Олега Саитова, Хосина Солтани, Шейна Мосли, Фернандо Варгаса. К профессиональному боксу относился резко отрицательно, называя его грязным бизнесом, где боксёров используют как бойцовских петухов.